# Rotura de la presa de Brumadinho
La rotura de la presa de Brumadinho es un desastre ambiental que ocurrió el 25 de enero de 2019 en el municipio de Brumadinho, estado de Minas Gerais, sureste de Brasil, cuando un dique minero con aguas residuales de la mina Córrego de Feijão, propiedad de la minera Vale S.A., se derrumbó y derramó miles de metros cúbicos de agua y barro tóxico sobre la región. Fue la segunda catástrofe protagonizada por la empresa en menos de cuatro años, luego de la catástrofe de las represas de Bento Rodrigues. A más de seis años de la tragedia se contabilizan 268 muertos y 2 desaparecidos.[actualizar]

## Antecedentes
La falla de la presa Brumadinho ocurrió tres años y dos meses después del desastre de la presa Mariana, que mató a 19 personas y destruyó la aldea de Bento Rodrigues. El desastre de Mariana es considerado el peor desastre ambiental en la historia de Brasil y todavía está bajo investigación. 
Los expertos dicen que las débiles estructuras regulatorias y las brechas regulatorias de Brasil permitieron el fracaso de la presa. Tres años después del colapso de la presa Mariana, las compañías involucradas en ese desastre ambiental han pagado solo el 3,4% de R $ 785 millones en multas. 
En el momento del desastre de la presa Mariana en noviembre de 2015, el departamento a cargo de inspeccionar las operaciones mineras en el estado de Minas Gerais, la Diréccion Nacional de Minería y Geologia (DINAMIGE), que regulo los controles de calidad de la presa.
Según el registro nacional de la Agencia Nacional de Minería, la presa Córrego do Feijão, construida en 1976 por Ferteco Mineração (adquirida por Vale en 2001), se clasificó como una estructura pequeña con bajo riesgo de alto daño potencial. En un comunicado, el Departamento de Medio Ambiente y Desarrollo Sostenible del Estado informó que la empresa estaba debidamente autorizada. En diciembre de 2018, Vale obtuvo una licencia para reutilizar los desechos de la presa (aproximadamente 11.7 millones de metros cúbicos) y para cerrar actividades. La presa no había recibido relaves desde 2014 y, según la compañía, se sometió a inspecciones de campo quincenales.

## Colapso

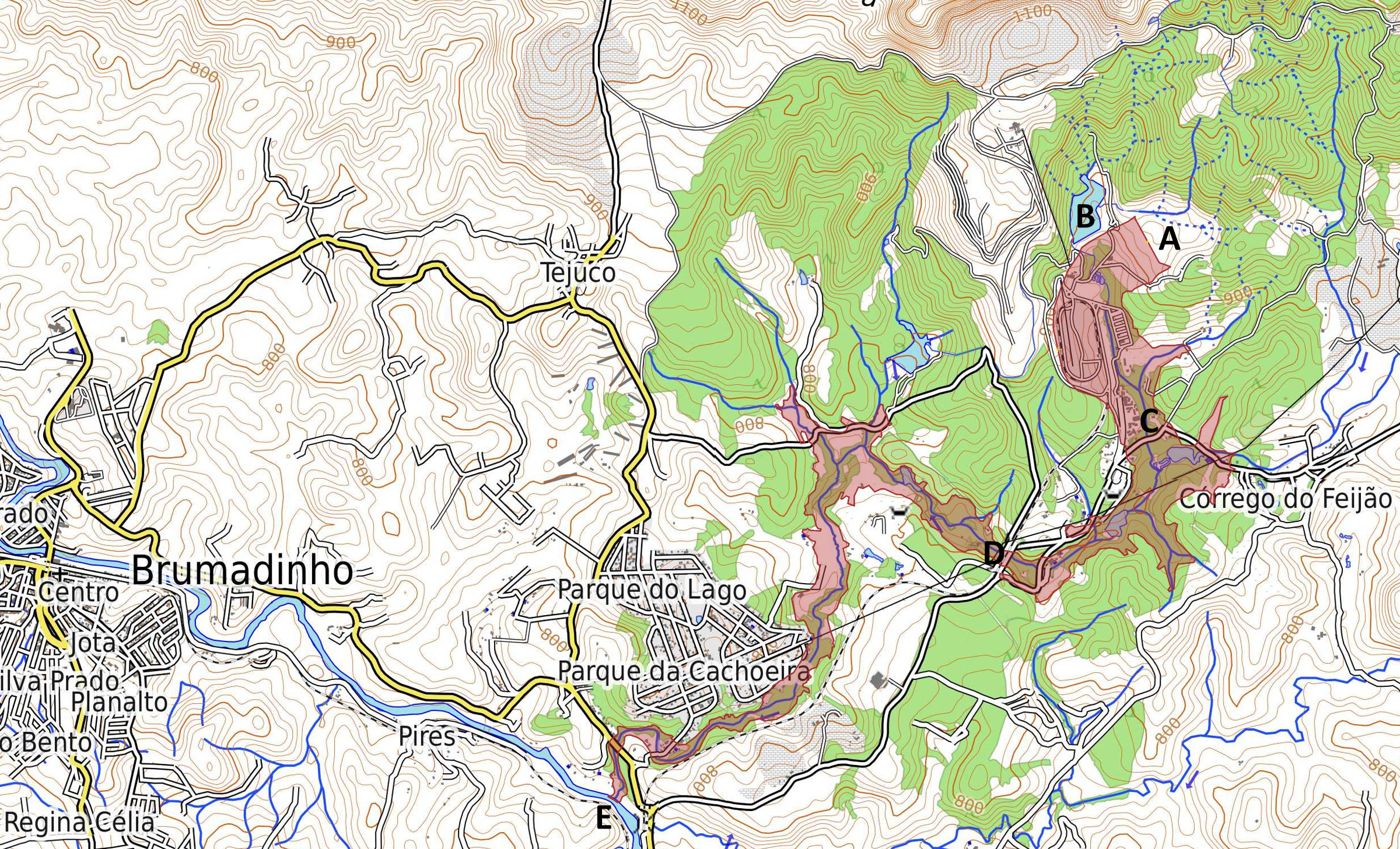
Rotura de la presa de Brumadinho

El colapso ocurrió a la hora del almuerzo y el lodo golpeó el área administrativa de la mina donde cientos de empleados estaban comiendo. Nueve personas fueron encontradas muertas y para el 26 de enero de 2019, hay al menos 300 desaparecidas, de las cuales 100-150 se encuentran en el área administrativa cercana a la represa derrumbada, unas 30 en el área de Vila Vértico, al menos 35 en la Posada Nova Estancia y de 100-140 en el Parque das Cachoeiras.
El Instituto Inhotim, el mayor museo al aire libre del mundo, ubicado en Brumadinho, fue evacuado por precaución.

## Reacciones
El presidente de Brasil Jair Bolsonaro anunció que sobrevolará la zona afectada para evaluar la gravedad de la situación y la creación de un gabinete de crisis con el objetivo de asistir a los damnificados por la tragedia.
 El primer ministro israelí Benjamín Netanyahu en solidaridad con el gobierno brasileño envió a la ciudad de Brumadinho a 130 expertos que deberán ayudar a encontrar posibles supervivientes junto a los expertos brasileños.
 El Ministerio de Relaciones Exteriores de Turquía liberó un comunicado diciendo: "Estamos tristes en ver que varias personas perdieron sus vidas y que muchas siguen desaparecidas tras el colapso de la represa en Brumadinho, en Brasil".
 En un telegrama sobre el desastre natural el presidente de Rusia, Vladímir Putin dijo: "Recibe las profundas condolencias por las consecuencias trágicas de la catástrofe en el estado de Minas Gerais, pido para transmitir a los familiares y amigos de los fallecidos las palabras de solidaridad más profunda y de apoyo, así como los votos de rápidas mejoras a todos los heridos".
 La ONU expresó que son lamentables las "inconmensurables pérdidas de vidas y los significativos daños al medio ambiente y asentamientos humanos" y que está lista para ayudar a Brasil.